# Aeropuerto Internacional de Zante
El Aeropuerto Internacional de Zante "Dionysios Solomos" (IATA: ZTH, ICAO: LGZA) es el aeropuerto de Zante, Grecia. El aeropuerto está localizado cerca de la ciudad de Kalamaki. Los aviones no pueden aterrizar o despegar de 12 a. m. a 4 a. m... Esto se debe a que la tortuga boba o "caretta caretta", que se encuentra en peligro de extinción, pone sus huevos en las playas por la noche. Las autoridades griegas pueden y han permitido operaciones nocturnas, pero escasas veces.
El aeropuerto fue abierto en 1972. Se encuentra a 4,3 km  de Zante y de otros destinos turísticos como Lagana, Tsilivi y Kalamaki. La pista de aterrizaje del aeropuerto tiene una orientación 16/34.

## Historia
En diciembre de 2015 se llevó a cabo la privatización del Aeropuerto Internacional de Zante y otros 13 aeropuertos regionales griegos mediante el acuerdo entre la joint venture Fraport AG/Copelouzos Group y el fondo de privatización estatal. Según el acuerdo, esta empresa operará los 14 aeropuertos (incluyendo el de Santorini) durante 40 años desde otoño de 2016.

## Aerolíneas y destinos

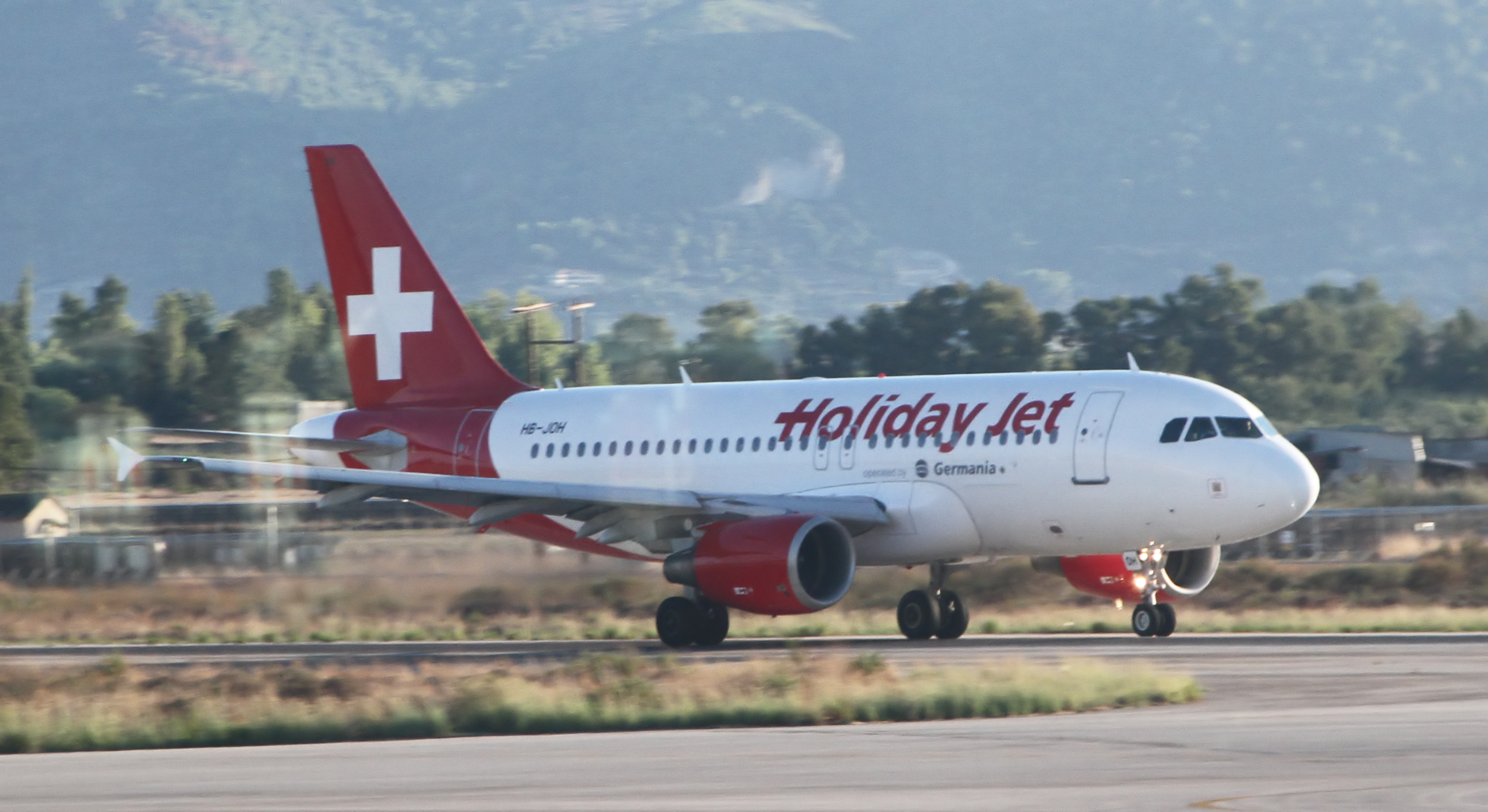
Airbus A319 de Germania en el aeropuerto.

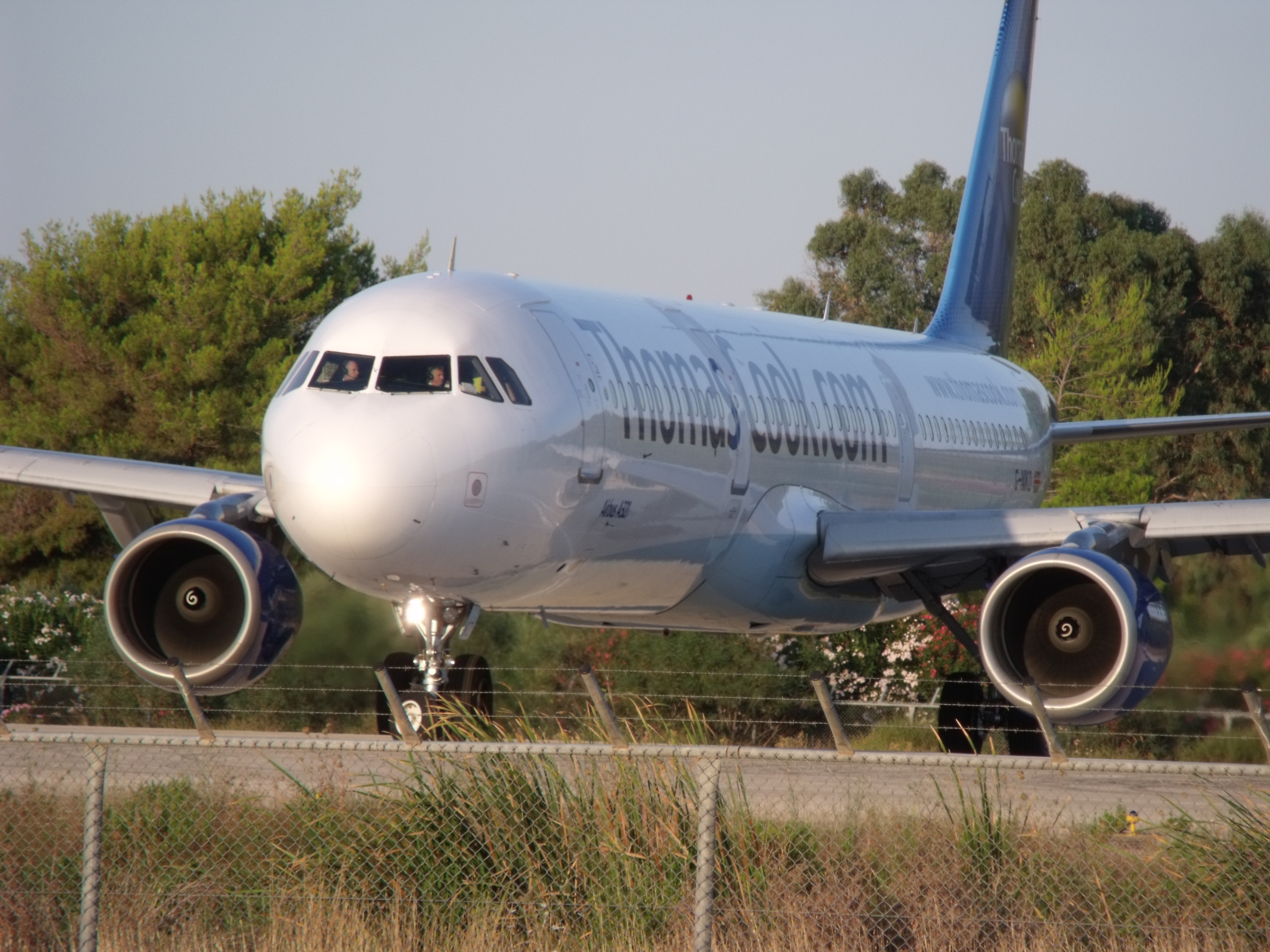
Airbus A321 de Thomas Cook Airlines.

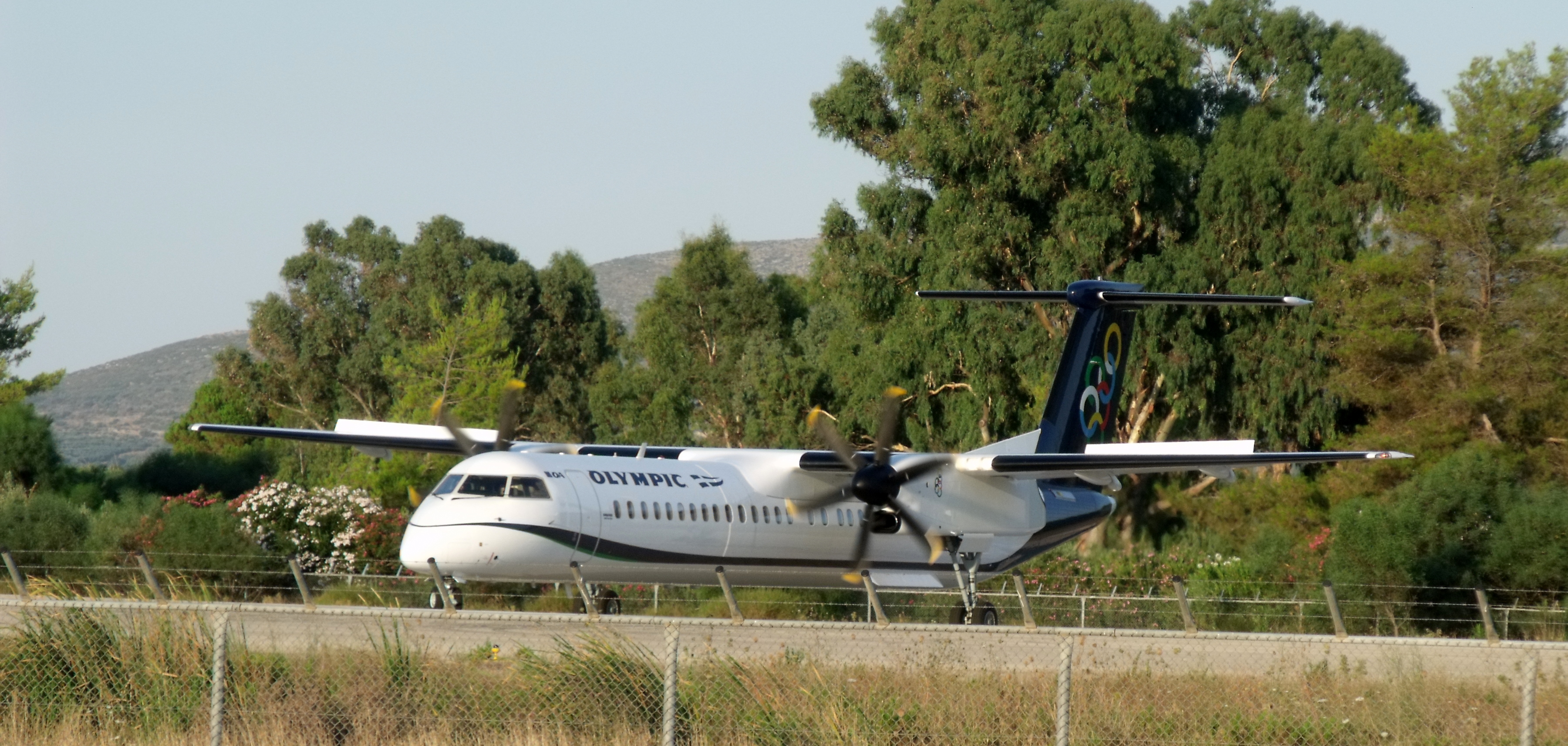
De Havilland DHC-8 de Olympic Air en la pista.

| Aerolíneas                                     | Destinos |
| ---------------------------------------------- | --- |
| Aegean Airlines                                | Chárter estacional: Bucarest, Budapest, Cluj-Napoca, Tel Aviv-Ben Gurión, Timisoara                                                        |
| Austrian Airlines                              | Estacional: Graz, Linz, Salzburgo, Viena                                                                                                   |
| Aviolet operado por Air Serbia                 | Chárter estacional: Belgrado |
| Condor                                         | Estacional: Frankfurt Mánchester |
| Corendon Dutch Airlines                        | Estacional: Ámsterdam |
| easyJet                                        | Estacional: Bristol, Londres-Gatwick, Londres-Stansted, Liverpool, Milán-Malpensa                                                          |
| Enter Air                                      | Estacional: Gdansk |
| Finnair                                        | Estacional: Helsinki |
| Helvetic Airways                               | Estacional: Berna |
| Israir                                         | Chárter estacional: Tel Aviv-Ben Gurion |
| Jet2.com                                       | Estacional: Belfast-International, East Midlands, Edimburgo, Glasgow, Leeds/Bradford, Manchester, Newcastle upon Tyne                      |
| Mistral Air                                    | Estacional: Bari, Nápoles, Palermo, Roma-Fiumicino, Verona                                                                                 |
| Olympic Air                                    | Atenas |
| Ryanair                                        | Estacional: Charleroi |
| Scandinavian Airlines                          | Estacional: Copenhague |
| Sky Express                                    | Cefalonia, Citera, Corfú, Preveza |
| SmartWings operado por Travel Service Airlines | Estacional: Budapest, Brno, Ostrava, Praga                                                                                                 |
| El Al                                          | Chárter estacional: Tel Aviv-Ben Gurion |
| Swiss International Air Lines                  | Estacional: Ginebra |
| Transavia                                      | Estacional: Ámsterdam, Bruselas |
| TUI Airlines Netherlands                       | Estacional: Ámsterdam |
| TUI Airways                                    | Estacional: Birmingham, Bristol, Cardiff, East Midlands, Londres-Gatwick, Londres-Luton, Londres-Stansted, Manchester, Newcastle upon Tyne |
| TUI fly Belgium                                | Estacional: Bruselas |
| Volotea                                        | Estacional: Bari, Venecia |
| Vueling                                        | Estacional: Roma-Fiumicino |
| Wizz Air                                       | Estacional: Budapest, Timisoara |

## Estadísticas
Ver fuente y consulta Wikidata.